# Parc Lore-Baratzak
Le parc Uliako Lore-Baratzak se trouve dans le quartier Ulia de Saint-Sébastien, au carrefour de la promenade du même nom et de la rue Jose A. Elósegi. D'une surface de 14 500 m2, il est aussi connu sous le nom de parc des Pépinières d'Ulía car les pépinières municipales s'y trouvaient à l'époque. C'est à cet endroit que l'on cultivait toutes les plantes et les arbres de la ville pour les planter ensuite dans les jardins publics de Saint-Sébastien, tout au long du XXe siècle. C'est en 2008, que la mairie a déplacé les pépinières municipales à Lau Haizeta. Il a été fermé et sans activité jusqu'en 2015, date à laquelle les voisins du quartier ont pu le rouvrir. Ils le gèrent dès lors grâce au permis de cession signé avec la mairie. Depuis 2016, la mairie de Saint-Sébastien suit des démarches pour bâtir des logements dans ce parc,,. Le parc possède d'importantes atouts naturels et patrimoniaux. Tout d'abord parce qu'il abrite les deux plus anciens dépôts d'eau de la ville, datés du XIXe siècle, et aussi grâce à ses éléments architecturaux, à sa flore et à sa faune,. Le rapport scientifique, publié par l'Association scientifique Aranzadi, en mai 2016, décrivait ses atouts en six points de vue,.

## Les réservoirs d'eau

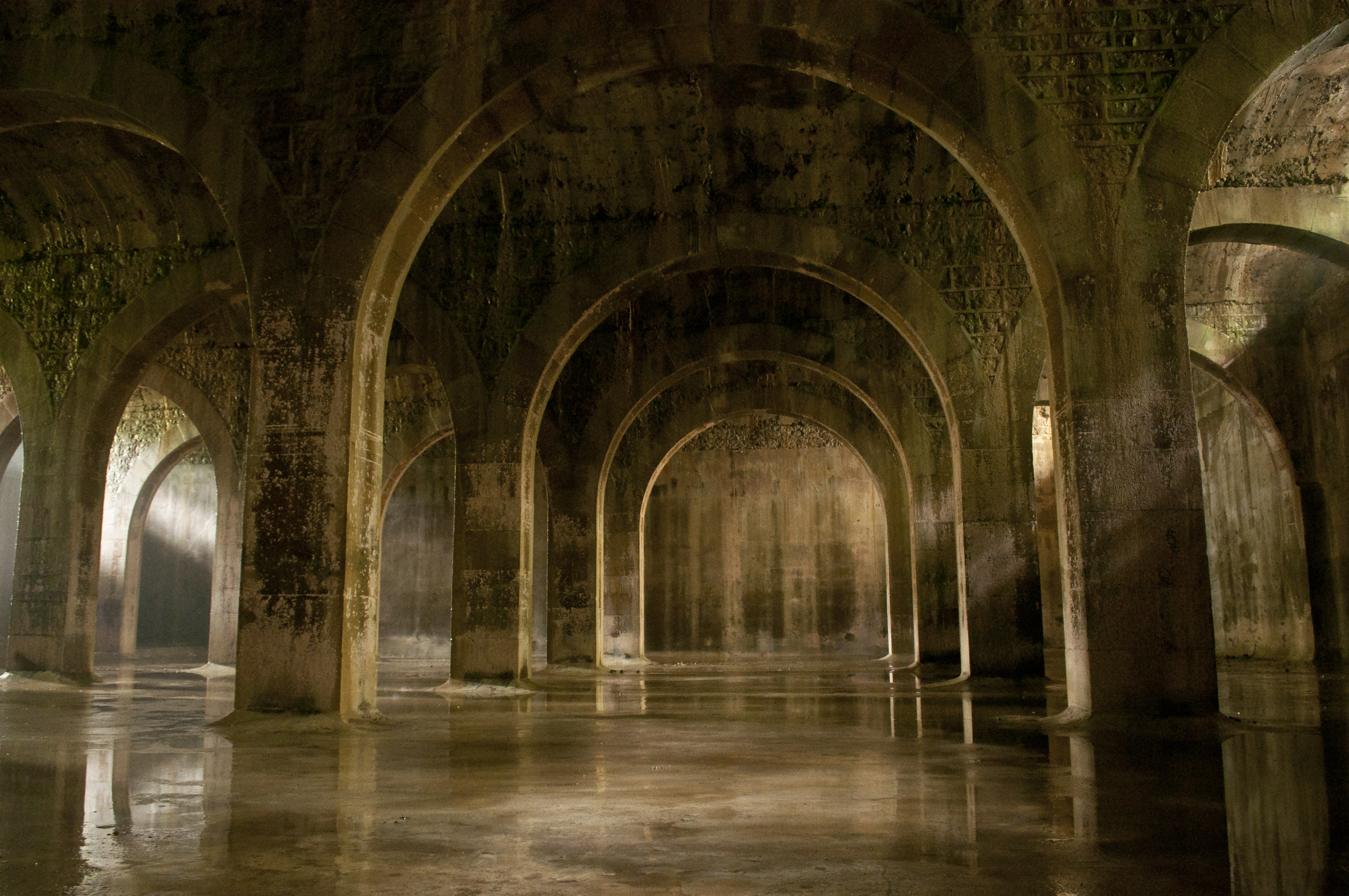
Le réservoir d'eau Buskando.

Les réservoirs d'eau de Soroborda et Buskando sont situés dans le parc d'Uliako Lore-Baratzak. Ils se trouvent en bon état de conservation. Leur existence était pratiquement inconnue jusqu'en 2006, quand la Mairie a voulu les démolir pour construire des logements de luxe. La Société de sciences Aranzadi a déclaré dans son rapport technique que: "les réservoirs de Soroborda et Buskand o constituent des éléments importants du patrimoine culturel de la ville".

## Oiseaux et animaux

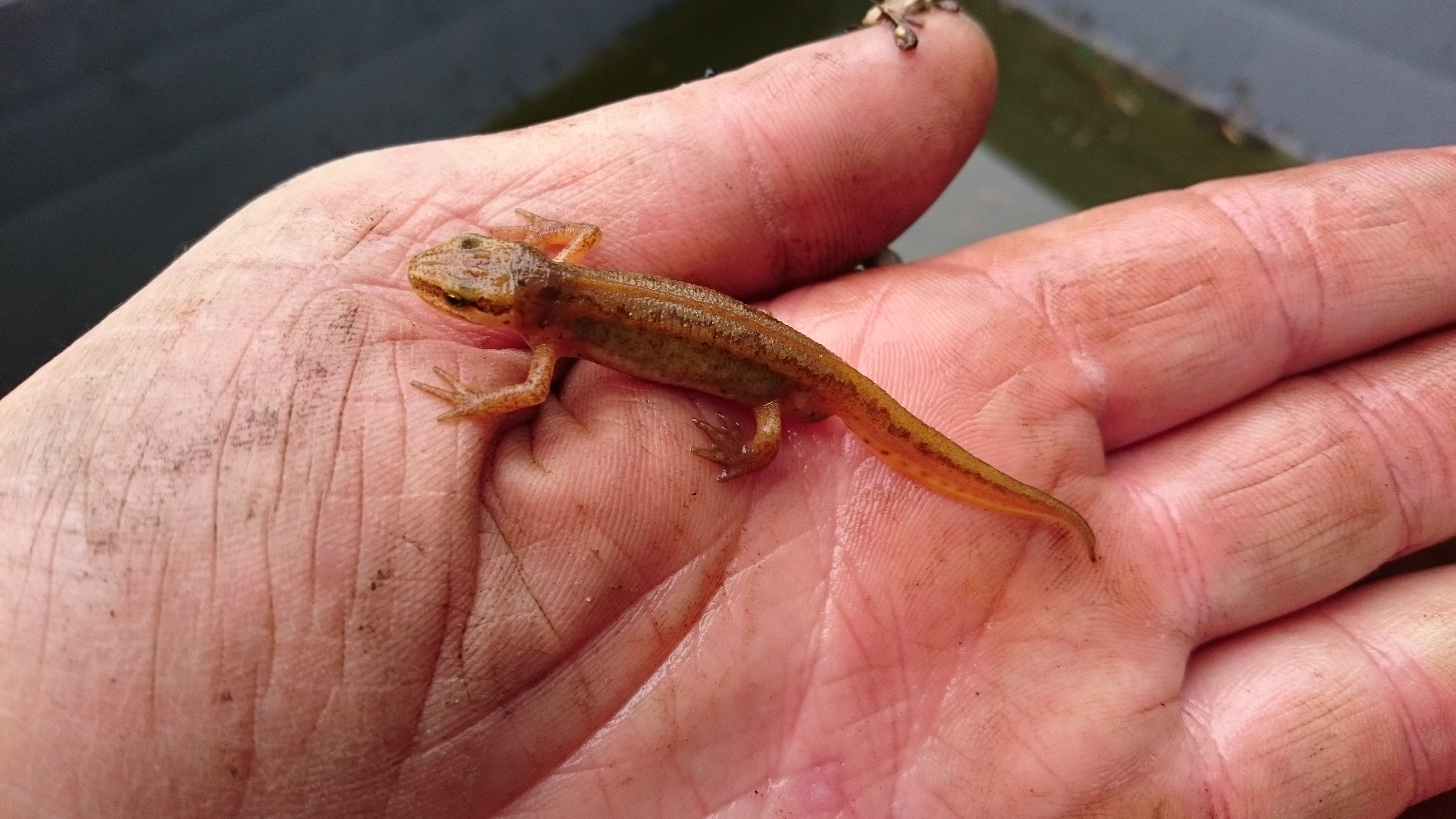
Une caudata du parc Lore-Baratzak

Des amphibiens tels que l'alyte accoucheur et la caudata habitent dans les bassins du parc.
Lors des séances d’observation organisées mensuellement par SEO/BirdLife de Saint-Sébastien on a pu identifier jusqu'à 32 espèces d'oiseaux dans le parc.

## Arbres et plantes
On a dénombré au moins 39 espèces d'arbres dans le parc. La plupart d’entre eux ne sont pas autochtones, mais proviennent d’autres pays et ont été amenés par les jardiniers qui s’occupaient auparavant des Pépinières municipales.
Voici une partie des espèces cataloguées :

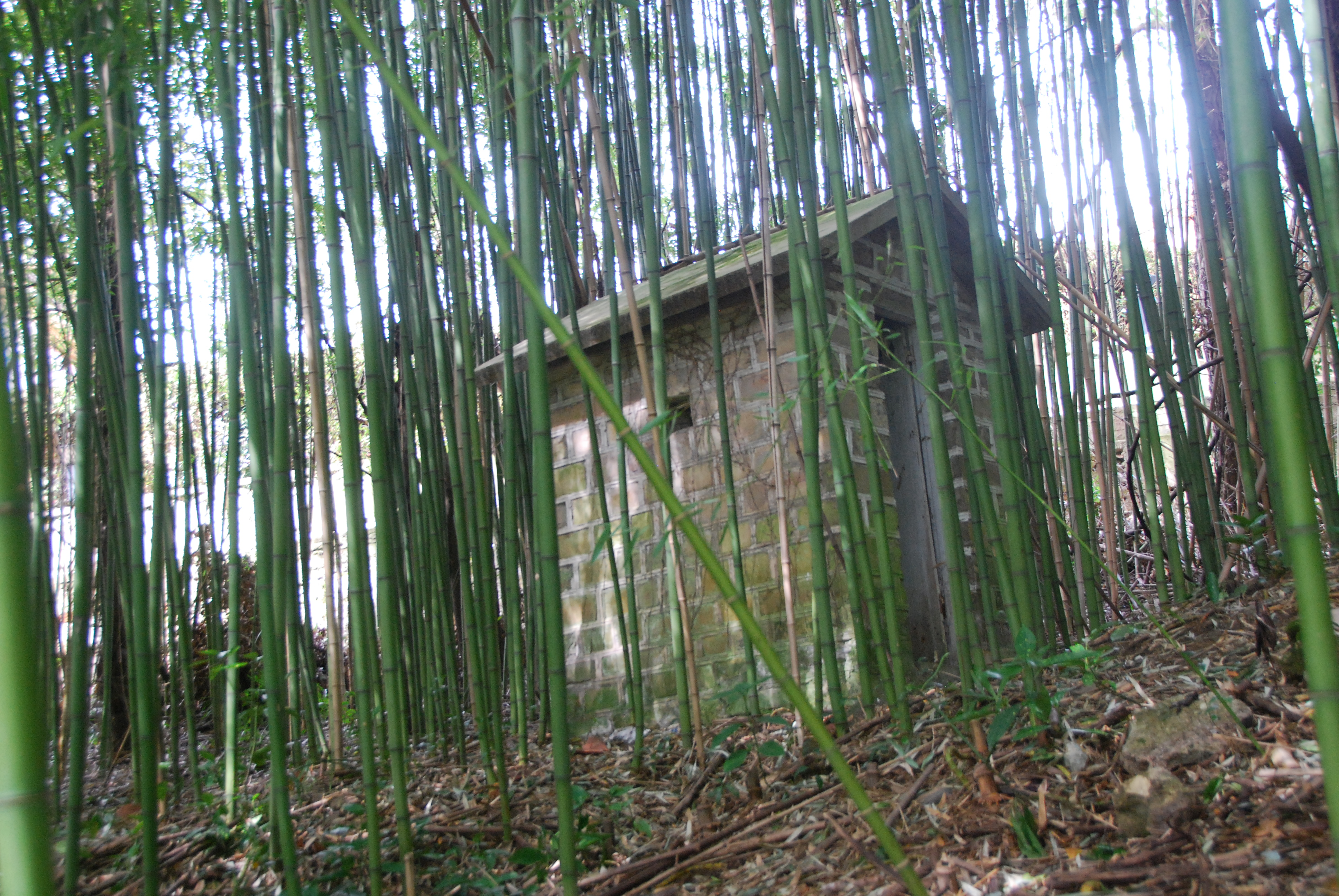
Bambou (Bambuseae)
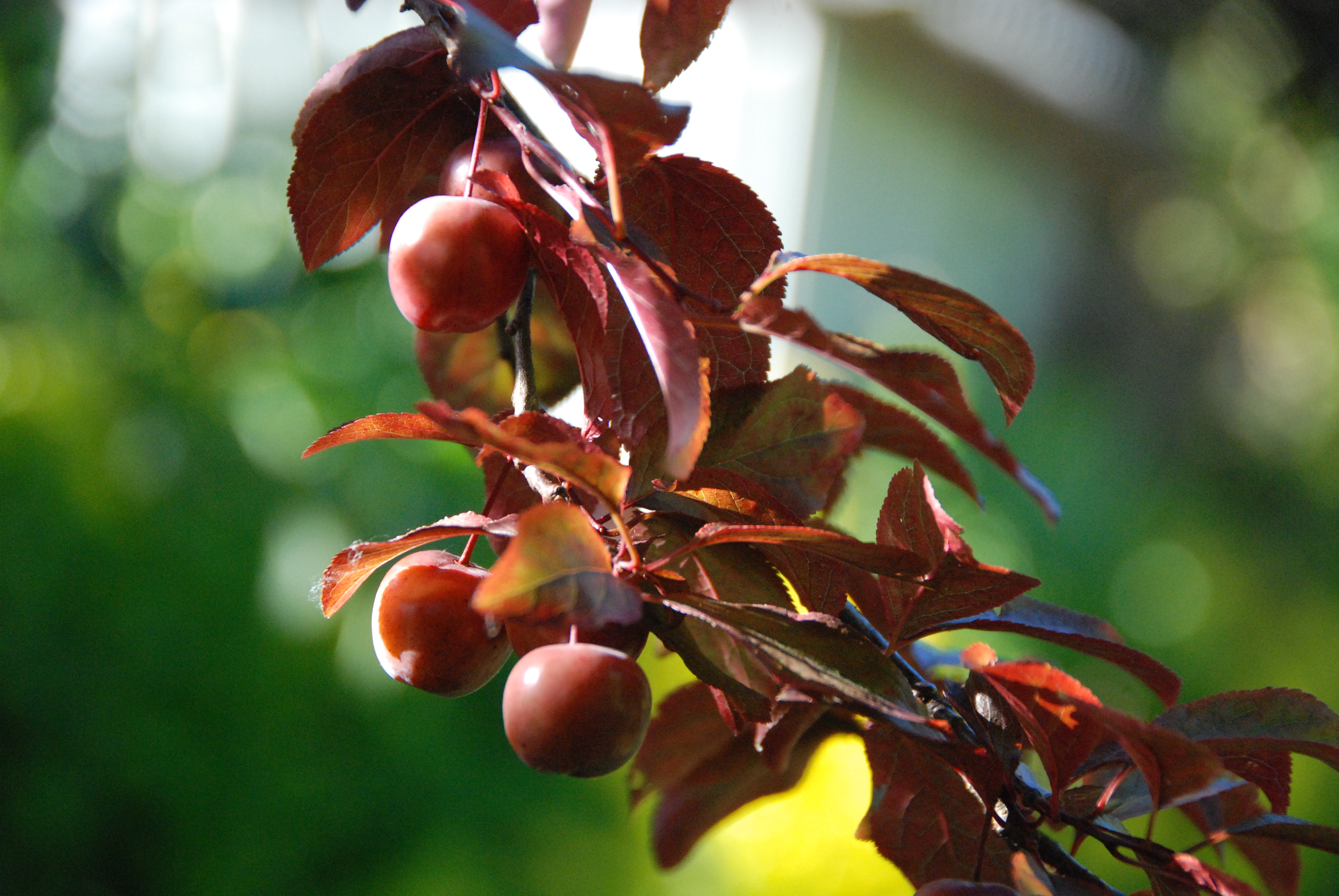
Prunier-cerise (Prunus cerasifera var. pissardii)
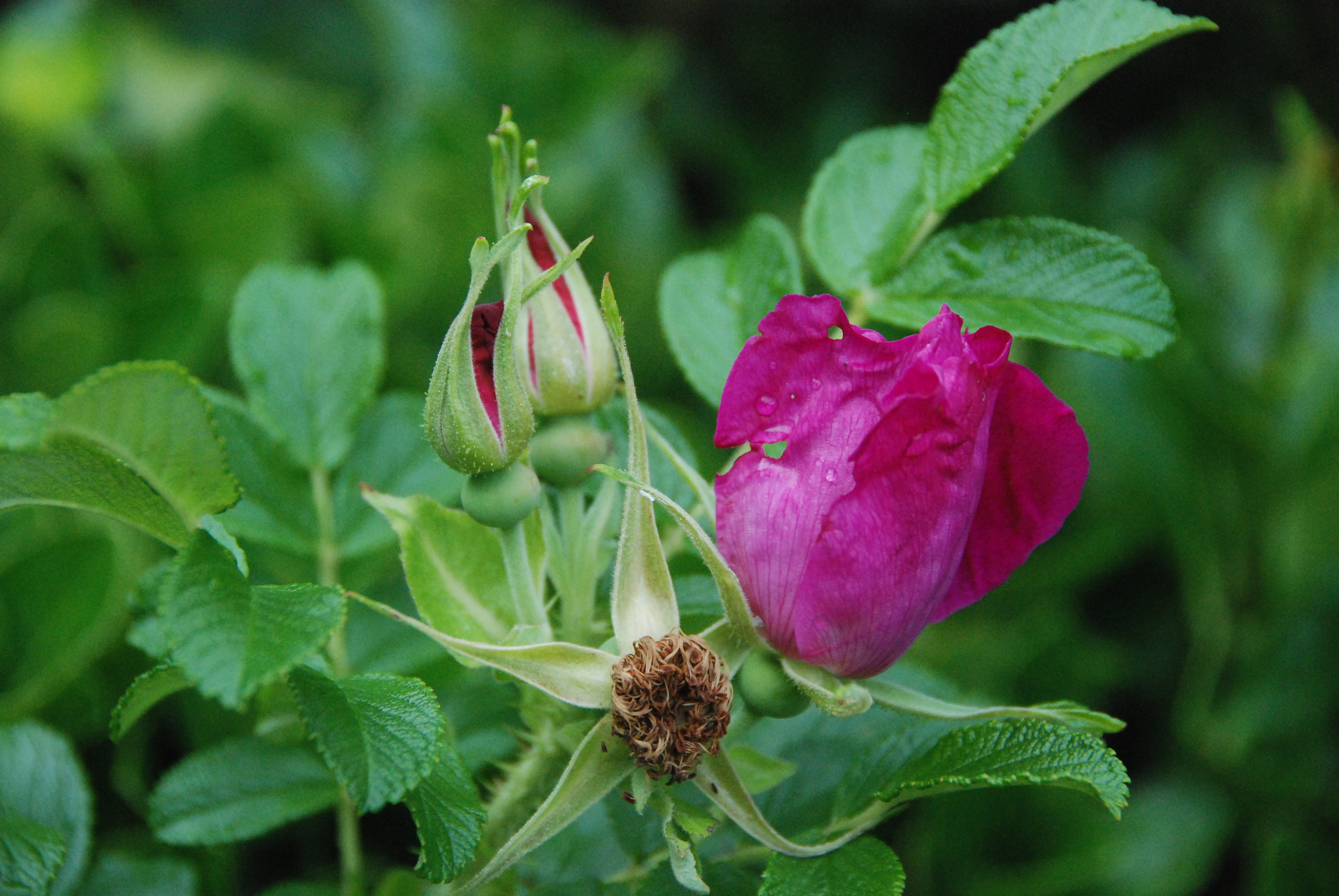
Rosier rugueux (Rosa rugosa)
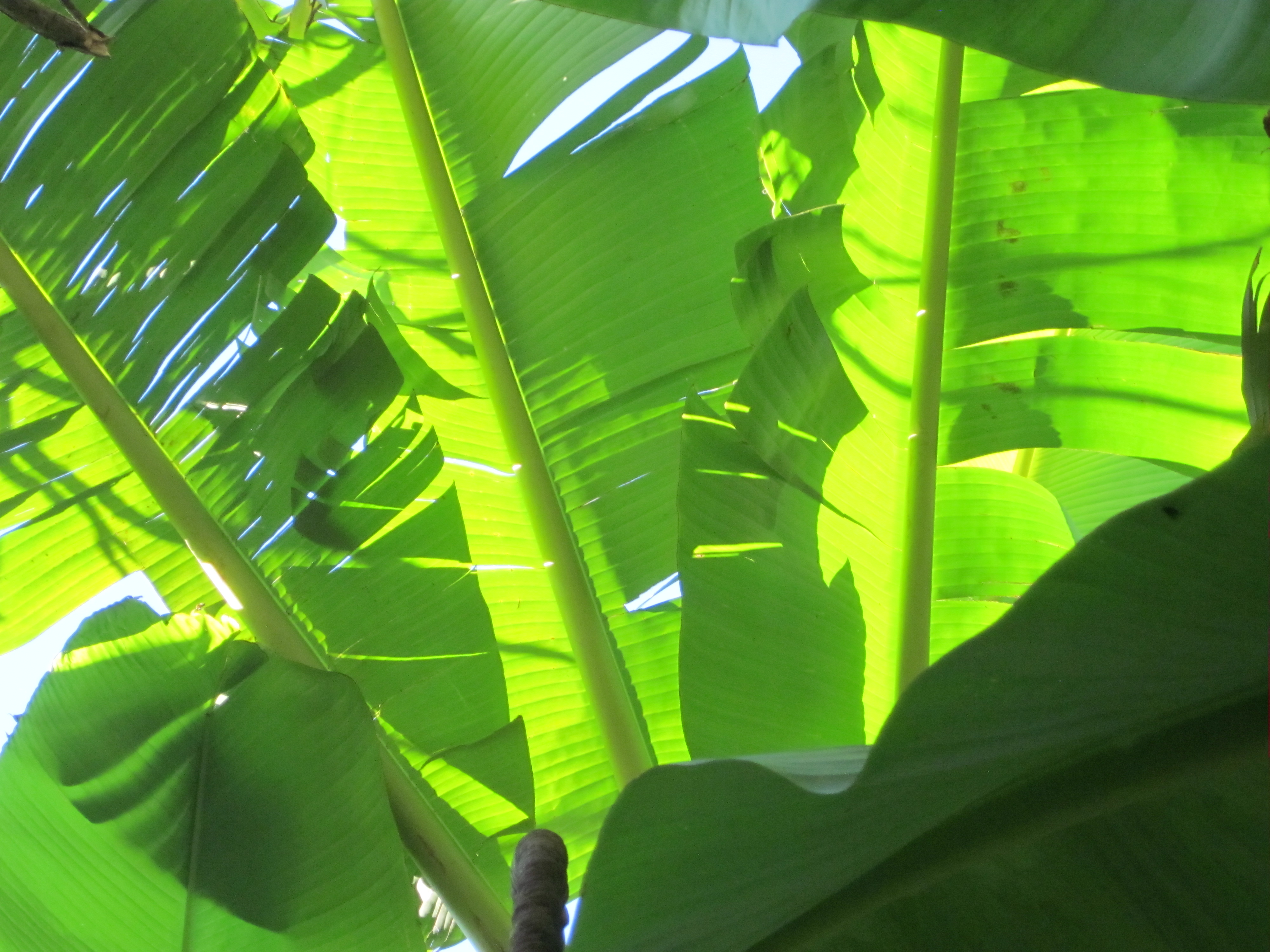
Banane plantain (Muse × paradisiaca)
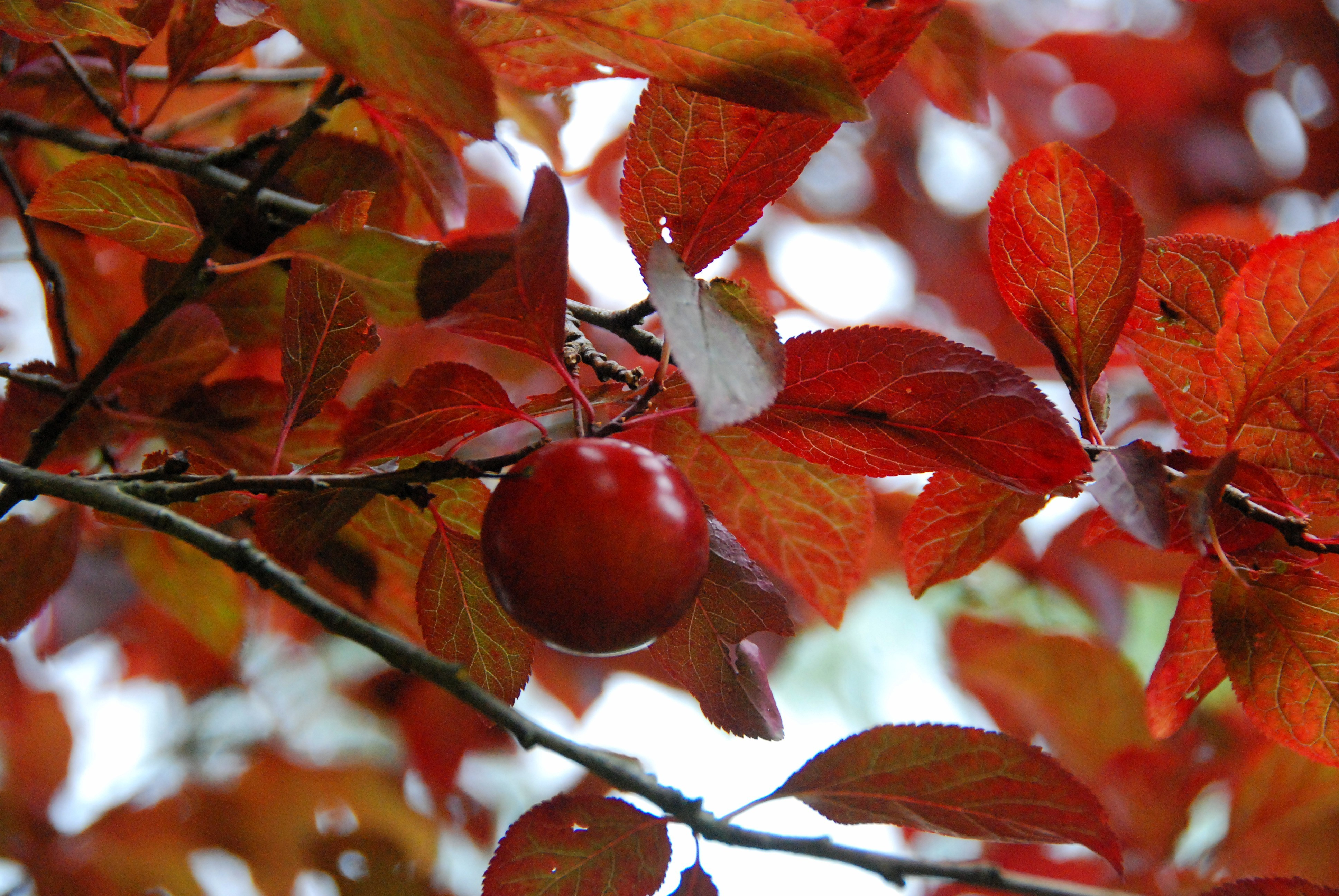
Prunus serrulata
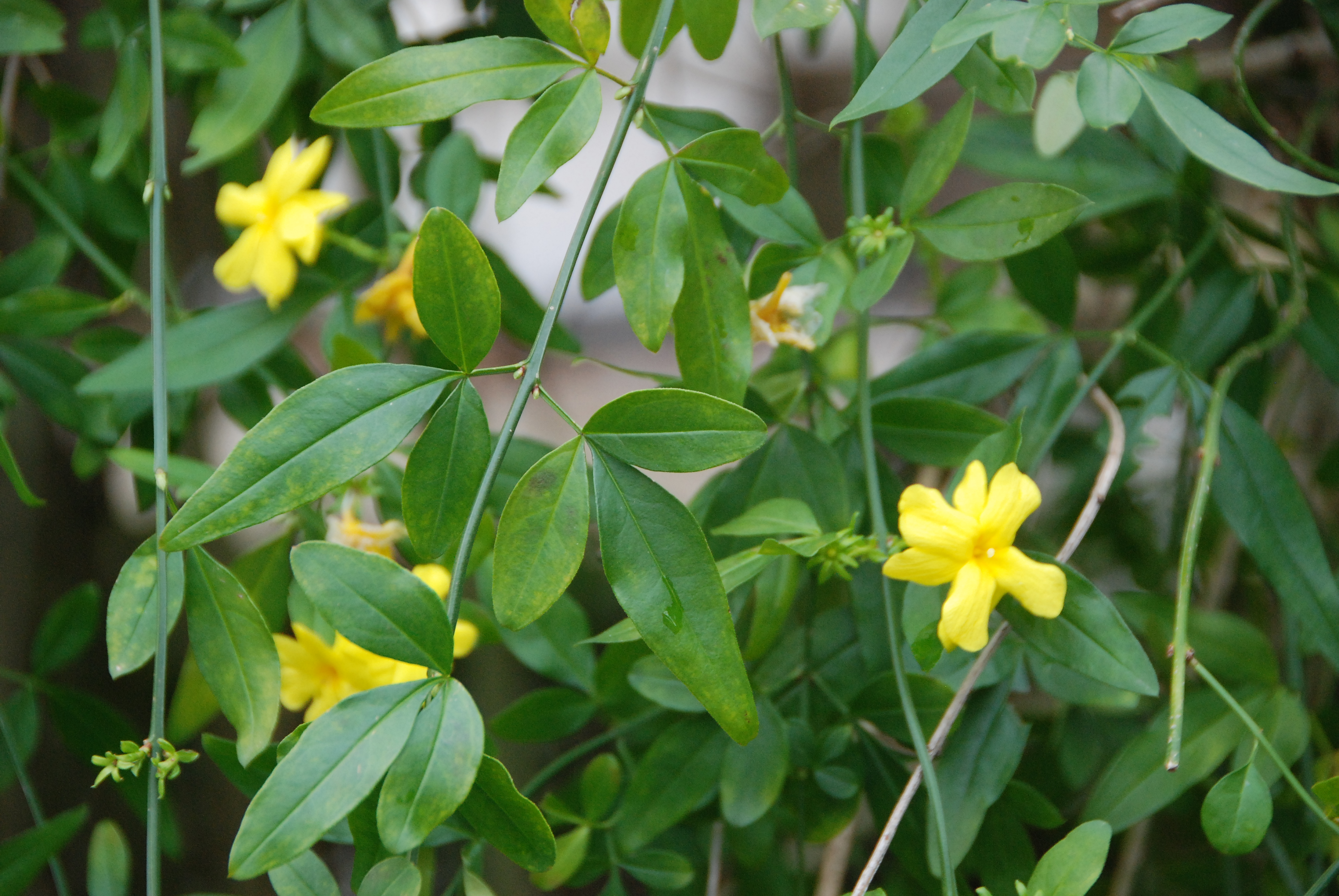
(Jasmin)
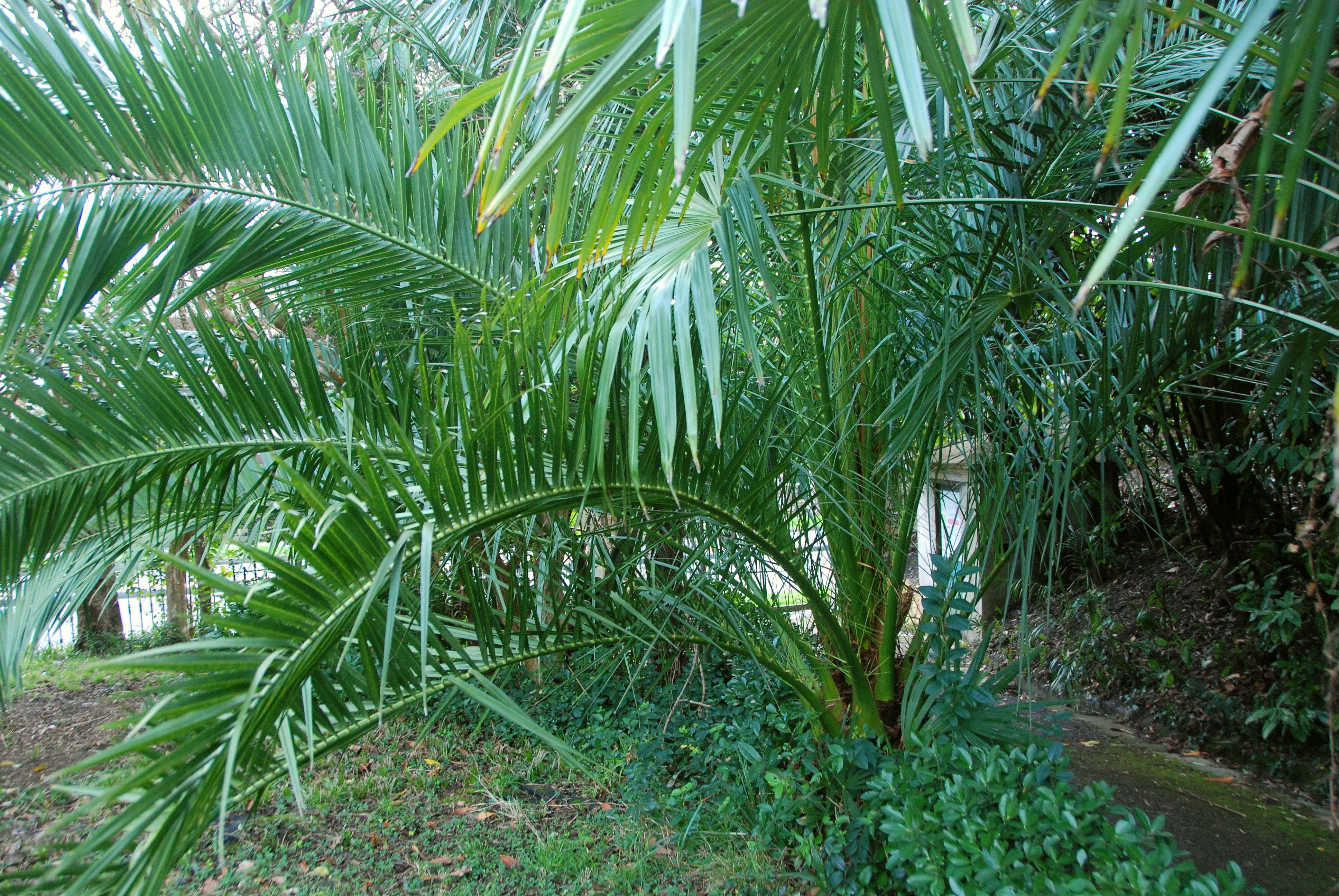
Phoenix (Phoenix canariensis)
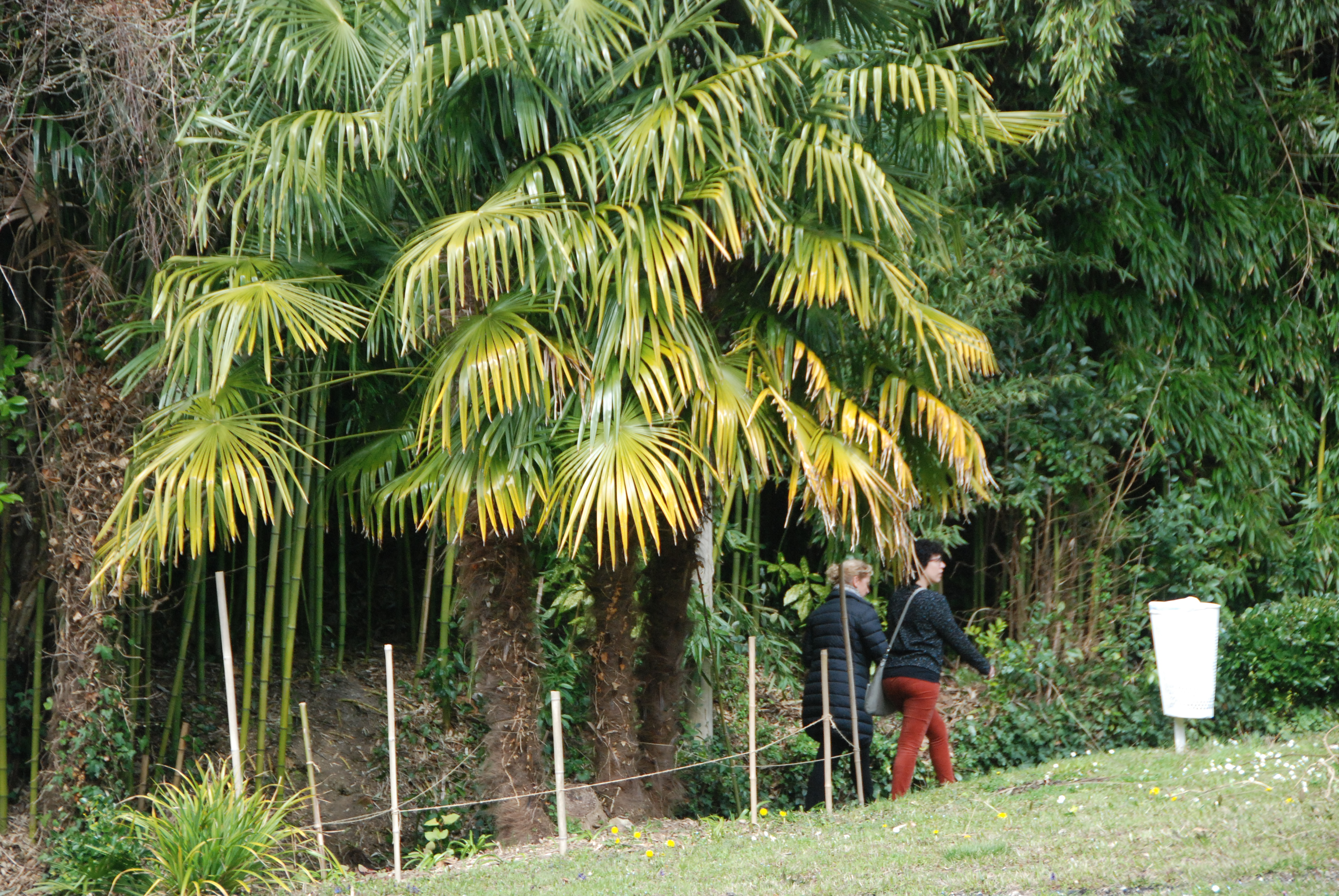
Trachycarpus fortunei